# Гончарова Валентина Несторівна
Валентина Несторівна Гончарова (? — ?) — українська радянська діячка, новатор виробництва, прядильниця Херсонського ордена Леніна бавовняного комбінату Херсонської області. Член Ревізійної Комісії КПУ в березні 1971 — лютому 1976 року.

## Життєпис
Закінчила Херсонське професійно-технічне училище текстильної промисловості.
На 1950-ті — 1970-ті роки — прядильниця Херсонського ордена Леніна бавовняного комбінату Херсонської області.
Член КПРС з 1963 року.
Потім — на пенсії.

## Нагороди
- орден Леніна
- ордени
- медалі